# اتر (فیزیک)

اتر درخشان: فرض شده‌است که زمین از طریق یک محیط انتقال اتر که حامل نور است عبور می‌کند

اتر یا گوهر پنجم: در سدهٔ ۱۹ میلادی می‌پنداشتند واسطهٔ گسیل نور محیط با واسطه‌ای به نام اتر گوهر پنجم یا اتر است که فضا را پر می‌کند. امروزه این نظریه که برای انتشار پرتو الکترومغناطیس، وجود محیط اتری لازم است دیگر پذیرفتنی نیست. بر اساس این نظریه، نور آشوب اتر محسوب می‌شد که به موجب آن، اتم‌هایش به طرز خاصی مرتعش شده و موجب گسیل نور می‌شوند.

## پیشینه
نیوتن و ماکسول معتقد به نظریه اتر بودند. تا سال ۱۸۶۵ نظریه شایسته و مناسبی به جز نظریهٔ اتر، برای انتشار نور تدوین نگردید ولی در آن سال ماکسول معادلات خود را ارائه کرد. بر اساس این نظریه، امواج الکترومغناطیس یا نور، با سرعت ثابتی در فضا گسیل می‌شوند و این سرعت ثابت را نسبت به یک ماده نامرئی به نام اتر که در سراسر گیتی و حتی در فضای تهی نیز وجود دارد سنجیدند. تحقیقات ماکسول نشان داد که نور انتشار یک موج الکترومغناطیسی است. ماکسول نظریه ریاضی بسیار جالبی پیش‌بینی کرد که تمام پدیده‌ها را، شامل نور، الکتریسیته و مغناطیس به یکدیگر مرتبط می‌ساخت. اما به رغم تمام موفقیت‌ها فیزیکدانان آن را برای توصیف خواص این محیط مرموز جهانی، آن چنان‌که محیط‌های مادی معمولی از قبیل گازها و مایعات و جامدات توصیف می‌شوند، غیرممکن و ناتوان یافتند و آنچه در این راه تلاش کردند به تضادهای شدیدی منجر شد.

تا سال‌های پایانی سده نوزدهم، دانشمندان می‌پنداشتند که فضا از این مادهٔ پیوسته و غیرقابل دیدن آکنده‌است. پرتوهای نور و سیگنال‌های رادیویی امواجی بودند درون اتر ، همچنان که صدا امواج گسیل شونده درون محیط مادی مانند هوا است. برای دستیابی به یک نظریه کامل، تنها کافی بود اندازه‌گیری‌های دقیقی از خواص فیزیکی اتر ، مانند خواص کشسانی یا الاستیکی آن انجام شود.
در اواخر سدهٔ نوزدهم به نظر رسید اگر اتر وجود داشته باشد، باید بتوان به گونه‌ای سرعت باد اتر را در اثر گردش زمین به دور خود و خورشید، مشخص کرد. برای نمونه سرعت نور باید با آن ترکیب شود.

## چالش اتر
بدیهی است که پدیده قطبش نور ثابت می‌کند که در امواج الکترومغناطیسی، با ارتعاشات عرضی سروکار داریم که در آن ماده به پس و پیش و عمود بر امتداد انتشار حرکت می‌کند. با این حال ارتعاشات عرضی فقط در موارد جامد می‌تواند وجود داشته باشد که برخلاف مایعات و گازها، در مقابل هرگونه تغییر شکل مقاومت می‌کنند، به‌طوری‌که اتر نور باید به صورت ماده جامدی به‌شمار آید. اگر چنین است و اگر اثیر جهانی فضای اطراف ما را پر کرده‌است.

چگونه می‌توانیم بر روی زمین راه برویم یا بدویم؟

چگونه سیارات می‌توانند میلیون‌ها سال بر گِرد خورشید بچرخند، بدون آنکه در جایی با مقاومتی روبرو شوند؟

جای تعجب است که فیزیکدانان قرن نوزدهم محقق نداشته‌اند که اگر اتر جهانی وجود دارد، باید خواصی کاملاً متفاوت با خواص اجسام مادی معمول و متعارف برای ما داشته باشد. در واقع کاملاً معلوم شده بود که قابلیت تراکم گازها، سیالی مایعات، کشسانی جامدات و همه خواص دیگر اجسام مادی مربوط به ساختمان مسکونی آنهاست، و نتیجه حرکت مولکول‌ها و نیروهایی است که بر آن‌ها وارد می‌شود. چنین به نظر می‌رسد که جز یک نفر شیمیدان روسی، به نام مندلیف، که در جدول تناوبی عناصر خودش عدد اتمی صفر را به اتر جهانی اختصاص داد، شخص دیگری هرگز فکر نکرده بود که شاید اتر جهانی از خود ساختمان ملکولی داشته باشد. در هر حال چنین فرضیه‌ای فقط به پیچیدگی‌های بعدی منجر می‌شد.

در پایان سده، تناقضات موجود در اندیشه اتر نمایان شد. سرعت نور را در اتر ثابت می‌دانستند ولی بر اساس قوانین سرعت نسبی، می‌پنداشتند که اگر درون اتر همسو با نور حرکت کنید، سرعت نور کمتر و اگر در جهت مخالف نور حرکت کنید، سرعت آن بیشتر به نظر می‌رسد.

برای تأیید این نظریه رشته آزمون‌هایی انجام شد که البته منجر به شکست این نظر شد.

تلاش کلوین

فیزیکدان مشهور انگلیسی، لرد کلوین، سعی کرد این تضادهای ظاهری موجود در عالم فیزیک را چنین حل کند که به اتر جهانی خواصی شبیه به خواص چسب و لاک منسوب سازد. این مواد دارای خاصیتی به نام «خاصیت کشسانی هستند. در حالی که همچون شیشه بر اثر یک نیروی قوی می‌شکنند، بر اثر نیروهای ضعیف‌تر (مثل وزن خودشان) که مدت طولانی بر آن‌ها وارد می‌شود، همچون مایعات روان می‌شوند. کلوین چنین استدلال کرد که در مورد امواج نورانی، که در آن مورد نیرو جهت خود را یک میلیون بیلیون بار در هر ثانیه تغییر می‌دهد، اتر جهانی می‌تواند همچون ماده کشسان سخت‌پایی رفتار کند در حالی که در مورد حرکات خیلی کندتر از مردم، پرندگان، سیارات یا ستارگان ممکن است تقریباً بدون هیچ مقاومتی تسلیم شود.

### آزمون‌های نظریه اتر
نوشتار اصلی: آزمایش مایکلسون-مورلی
دقیق‌ترین و صحیح‌ترین آزمایش‌ها در این باره را آلبرت مایکلسون و ادوارد مورلی در سال ۱۸۸۷ انجام دادند. آن‌ها سرعت دو پرتو نور عمود برهم را اندازه‌گیری کردند. از آنجا که این دو پرتو نور درون محیط اتر قرار دارند و کره زمین در دو حرکت وضعی و انتقالی در درون این ماده دچار تغییر جهت و راستا می‌شود، سرعت نسبی این دو پرتو نور باید در زمان‌های گوناگون شبانه روز و سال، با یکدیگر تفاوت داشته باشد؛ ولی این دو دانشمند هیچگونه تغییری در این دو پرتو نور مشاهده نکردند. گویی نور صرف نظر از سرعت و جهت حرکت ناظر، با سرعت ثابتی نسبت به مکان ناظر حرکت می‌کند.

البته بسیار پیشتر از آن ستاره‌شناس دانمارکی اوله کریستنسن رومر در سال ۱۶۷۶ کشف کرده بود که نور با سرعتی ثابت ولی بسیار زیاد در حرکت است. او عدد نه چندان دقیق ۱۴۰۰۰۰ مایل در ثانیه را برای نور به دست آورد که در مقایسه با عدد ۱۸۶۰۰۰ مایل در ثانیه امروزی دارای خطای زیادی است.

## نتایج آزمون
بر پایه این آزمون، فیزیکدان ایرلندی، جرج فیتز جرالد و فیزیکدان هلندی، هندریک لورنتس پیشنهاد کردند که اجسام متحرک درون اتر دچار انقباض و ساعتها کند می‌شوند. این انقباض و کند شدن‌ها چنان خواهد بود که مردمان همگی صرف نظر از چگونگی حرکت خود نسبت به اتر ، سرعت یکسانی برای نور اندازه خواهند گرفت؛ ولی اینشتین در ژوئن سال ۱۹۰۵ طی یک نوشتار علمی خاطر نشان ساخت که اگر کسی نتواند آشکار کند که چیزی درون فضا در حال حرکت است، مفهوم اتر مفهومی زائد است. وی در مقاله ۱۷ صفحه‌ای خود تحت عنوان دربارهٔ دیدگاه اکتشافی مربوط به گسیل و انتظار نور که در مجله علمی آنالن دِر فیزیک منتشر ساخت، نظریه کوانتومی نور را عرضه کرد. وی این مقاله را بسیار انقلابی توصیف کرد.

## نظریه جانشین
نوشتار اصلی: اصل نسبیت
از میان دو نتیجه و نظریه‌ای که پس از آزمایش مایکلسون-مورلی داده شد، نظریه انیشتین از آن جهت که نسبت به دیگری، پدیده‌ها را بهتر و روشن‌تر توصیف می‌کرد، به تدریج مورد پذیرش واقع شد. وی از این اصل آغاز کرد که قوانین علم برای همه ناظرانی که به‌طور آزاد در حرکت‌اند باید یکسان باشد. سرعت نور در خلأ از سرعت حرکت ناظر مستقل است و در همه جهات یکی است. این بدان معنی بود که کمیت جهانی و واحد زمان که همه ساعت‌ها آن را یکسان می‌سنجند، کنار گذاشته می‌شود و به جای آن، هر کس زمان مخصوص خودش را دارد.

لیکن دلیل ادعای وجود اتر (انتقال ارتعاش) است؛ پدیده انتقال ارتعاش در ذرات اینک بر فیزیکدانان اثبات شده‌است.